# أستريدا فيسينت
أستريدا فيسينت (بالبرتغالية: Astrida Vicente) مواليد 6 أكتوبر 1978 في مقاطعة موكسيكو، أنغولا، هي لاعبة كرة سلة أنغولية. تلعب مع إنتر كلوب. وتحمل الرقم 9. مثلت منتخب بلادها. شاركت في دورة الألعاب الأولمبية الصيفية سنة 2012. حققت المركز الأول في بطولة أمم أفريقيا لكرة السلة للسيدات 2011.

## سجل المنافسة
شاركت في المنافسات التالية:
- الألعاب الأولمبية الصيفية 2012
- بطولة أمم أفريقيا لكرة السلة للسيدات 2013
- بطولة أمم أفريقيا لكرة السلة للسيدات 2011
- بطولة أمم أفريقيا لكرة السلة للسيدات 2009
- بطولة أمم أفريقيا لكرة السلة للسيدات 2007

## الميداليات
| الميدالية | المسابقة                                  |
| --------- | ----------------------------------------- |
| ذهبية     | بطولة أمم أفريقيا لكرة السلة للسيدات 2011 |
| ذهبية     | بطولة أمم أفريقيا لكرة السلة للسيدات 2013 |
| برونزية   | بطولة أمم أفريقيا لكرة السلة للسيدات 2007 |
| برونزية   | بطولة أمم أفريقيا لكرة السلة للسيدات 2009 |

## روابط خارجية
- أستريدا فيسينت على موقع الاتحاد الدولي لكرة السلة (الإنجليزية)
- أستريدا فيسينت على موقع كرة السلة الأوروبية.كوم (الإنجليزية)
- أستريدا فيسينت على موقع بروبوليرز (الإنجليزية)
- أستريدا فيسينت على موقع سبورتس رفرنس (الإنجليزية)
- أستريدا فيسينت على موقع اللجنة الأولمبية الدولية (الإنجليزية)
- أستريدا فيسينت على موقع أوليمبيديا (الإنجليزية)